# Criterium d'Alger
Il Criterium d'Alger (it. Criterium di Algeri), ufficialmente Criterium International d'Alger, è una corsa in linea maschile di ciclismo su strada, che si svolge in un circuito nella città di Algeri, in Algeria, ogni anno in marzo. Nata nel 2014, è subito entrata a far parte dell'UCI Africa Tour, come evento di classe 1.2. Cancellata nel 2015, nel 2016 è stata riproposta.

## Albo d'oro
Aggiornato all'edizione 2016.
| Anno | Vincitore     | Secondo             | Terzo             |
| ---- | ------------- | ------------------- | ----------------- |
| 2014 | Thomas Rabou  | Tarik Chaoufi       | Essaïd Abelouache |
| 2015 | non disputata | non disputata       | non disputata     |
| 2016 | Nassim Saidi  | Jesús Alberto Rubio | Okubmariam Tesfom |